# Evelyn Kattnigg
Evelyn Kattnigg (* 21. Dezember 1966 in Steyr) ist eine österreichische Politikerin (FPÖ) und seit 2015 Abgeordnete zum Oberösterreichischen Landtag.

## Leben
Nachdem sie von 1973 bis 1977 eine Volksschule und von 1977 bis 1981 eine Hauptschule besucht hatte, absolvierte sie von 1981 bis 1986 die Handelsakademie und schloss diese mit Matura ab. Anschließend wurde sie ab dem 1. März 1987 als kaufmännische Angestellte bei der BMW Motoren GmbH Steyr tätig. Von 2005 bis 2008 absolvierte sie berufsbegleitend ein Studium in Internationalem Logistikmanagement, welches sie mit einem Bachelor of Arts (FH) abschloss. Von 2011 bis 2012 arbeitete sie bei BMW Spartanburg im Logistikbereich. 
Von 2015 bis 2021 war sie Abgeordnete im Oberösterreichischen Landtag. Zudem war sie Mitglied des Gemeinderates von Steyr.

## Auszeichnungen
- 2022: Silbernes Ehrenzeichen des Landes Oberösterreich[1]